# Béal an Mhuirthead
Béal an Mhuirthead (en anglès Belmullet "boca de la península de Mullet") és una vila d'Irlanda, a la Gaeltacht de Iorras, al comtat de Mayo, a la província de Connacht. Al seu terme hi ha la badia de Blacksod i la badia de Broadhaven, unides pel canal de Carter.

## Història
L'origen del nom Belmullet no és clar. Podria provenir de l'irlandès Béal Muileat o Béal an Mhuileat, traduïble com "boca de l'istme". Bernard O'Hara en Mayo: Aspects of its Heritage suggereix que "es podria haver donat un canvi de 'L'a 'R', força comú en irlandès, que oferiria Béal an Mhuireat que esdevindria Béal an Mhuirhead". També s'ha suggerit que la part final del nom es pot referir al peix o l'estrella usada en heràldica.
La badia de Broadhaven fou freqüentada per pirates durant el regnat d'Elisabet I d'Anglaterra. Segons Pocock la vila va ser construïda en 1715 per Sir Arthur Shaen, tot i que a començaments del segle xix només era un conjunt de petites edificacions amb sostre. El 1820 s'hi va obrir una oficina de correus i el 1824 una carretera la va unir amb Castlebar. El 1831 la població era de 535 persones i es va obrir servei postal diari amb Ballina. La seva àrea va patir severament l'impacte de la Gran Fam Irlandesa. A finals del segle xix va protagonitzar grans mítings de la Irish National Land League.

## Cultura

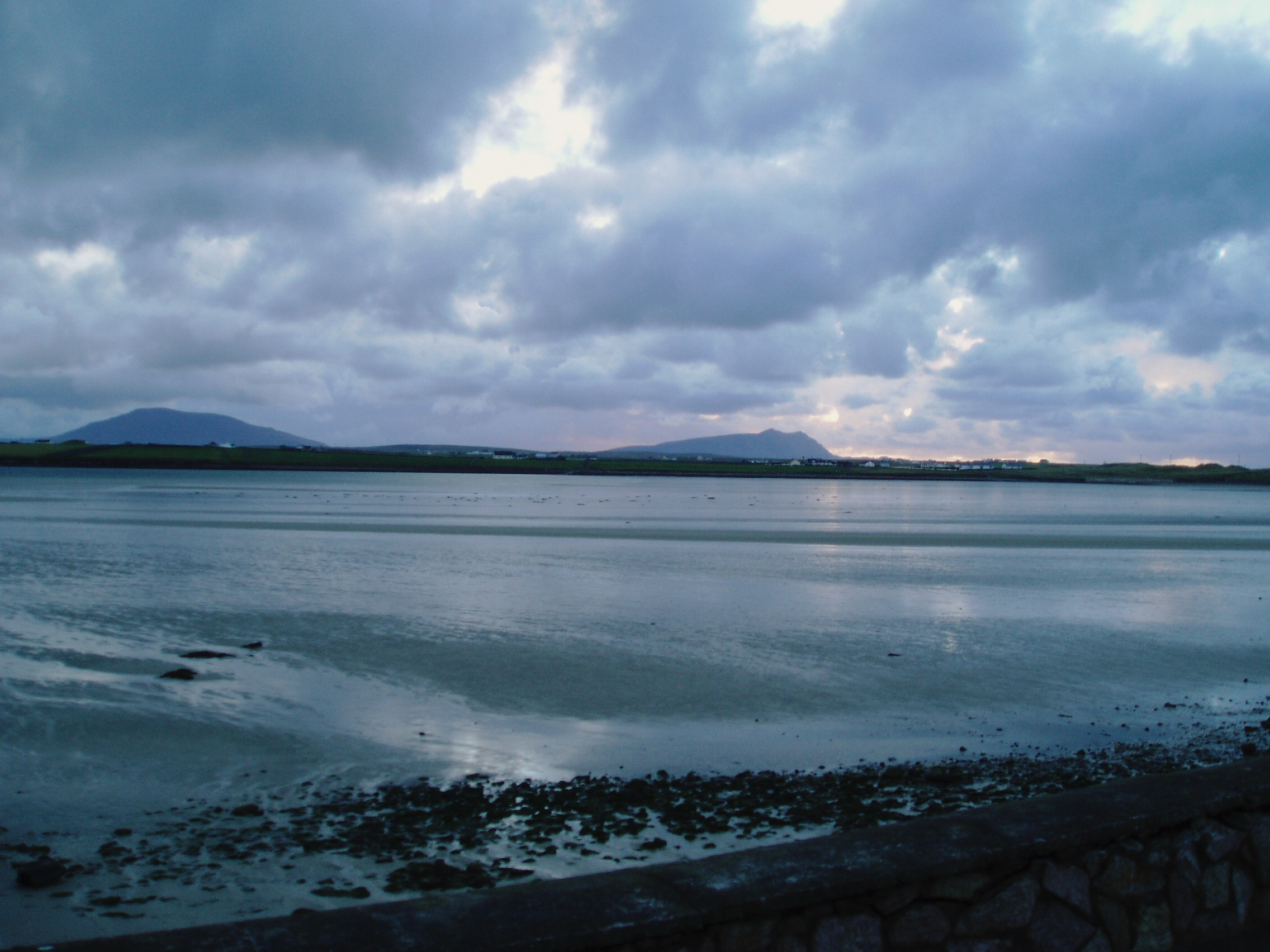
Badia d'Elly, vora Béal an Mhuirthead

Encara que oficialment forma part de la Gaeltacht de Mayo, en la pràctica és una vila bilingüe i organitza cursos d'estiu en gaèlic irlandès.
L'obra de John Millington Synge The Playboy of the Western World està basada en la seva experiència en l'àrea. A l'àrea de Bangor Erris hi tenien lloc les llegendes del cicle ulsterià Táin Bó Flidhais.
En 2007 es va obrir a la ciutat el nou centre artístic bilingüe Aras Inis Gluaire, que ofereix el servei de llibreria, galeria artística i teatre, que ha ofert obres d'artistes com Mick Flannery i Damien Dempsey.

## Transport
L'aeròdrom de Belmullet Aerodrome es troba a dos kilòmetres a l'oest de la ciutat. La ruta 446 del Bus Éireann uneix Béal an Mhuirthead amb Bangor Erris, Crossmolina i Ballina. Hi ha un servei diari en cada direcció, inclosos diumenges. Els divendres al vespre hi ha un viatge extra cap a Ballina.